# 謝妙宏
謝妙宏，中華民國外交官、政府官員。畢業於輔仁大學西班牙語文學系學士／研究所碩士，曾任駐紐約臺北經濟文化辦事處秘書、駐邁阿密臺北經濟文化辦事處組長、外交部國際組織司／中南美司／秘書處組長回部辦事、外交部機要事務辦公室簡任秘書、外交部拉丁美洲及加勒比海司副司長、中華民國駐厄瓜多商務處公使銜代表、駐薩爾瓦多大使、外交部拉丁美洲及加勒比海司長等職務，現任駐阿根廷台北商務文化辦事處大使銜代表。

## 職業生涯
2013年6月，對於中華民國的邦交國欲前往中華人民共和國設立商務辦事處，外交部拉丁美洲及加勒比海司副司長謝妙宏表示「政府瞭解友邦因經貿發展需求希望和大陸發展經貿關係，政府態度是『不反對』，尊重包括設商務辦事處等各項作為。」「中南美洲友邦已在大陸設商務辦事處的包括多明尼加、巴拿馬、海地；貝里斯則在香港設。」9月，對於海地的饑荒問題，謝妙宏則表示「為協助解決海地饑饉問題，並落實聯合國千禧年宣言減少貧窮與飢餓目標，外交部今年續提供食米2,200公噸，由駐海地大使館與美國糧食濟貧組織共同簽署《食米捐贈協議書》，由糧食濟貧組織負擔運費及協助於海地發放配送。」
2015年7月，外交部委託中華民國對外貿易發展協會首次組團參加「厄瓜多國際鞋類與組件展（西班牙語：Feria Internacional de Calzados y Componentes Ecuador 2015）」，共有6個國家參展，臺灣是唯一以國家館參展。臺灣館開幕典禮由駐厄瓜多代表謝妙宏主持，厄瓜多工業暨生產力部代理部長、通古拉瓦省副省長、安巴托市長、製鞋公會會長、厄京華僑公會會長、厄瓜多臺灣商會會長等人蒞臨。
2016年9月，外交部發布駐外人事異動，駐厄瓜多代表謝妙宏接任駐薩爾瓦多大使，是繼前駐尼加拉瓜大使邢瀛輝之後第二位西班牙語系的女性大使，也是駐薩爾瓦多首位女性大使。11月，謝妙宏向薩爾瓦多總統桑契斯呈遞到任国书。
2017年1月，中華民國總統蔡英文的「英捷專案」訪問團抵達薩爾瓦多，駐薩爾瓦多大使謝妙宏與該國外交部長馬丁內斯前往迎接。2018年6月，中華民國海軍敦睦遠航訓練支隊抵達薩爾瓦多，謝妙宏以及該國國防部長慕其亞、外交部政務次長卡茲內達（Carlos Castaneda）前往迎接。
2018年8月，薩爾瓦多與中華民國斷交，薩爾瓦多國會第一副議長與國家團結聯盟陣線黨主席葛耶哥斯表示，若該黨贏得下屆總統選舉，將儘快恢復薩臺邦交關係，並前往中華民國大使館，表達對大使謝妙宏的支持，亦感謝臺灣政府與人民歷年來對薩爾瓦多的貢獻。
2021年8月，海地發生強烈地震，外交部拉丁美洲及加勒比海司長謝妙宏代表政府表達誠摯關懷慰問與協助意願，並宣布捐款50萬美元賑災，由於海地為爭取搶救受困災民的黃金時間，先請美國等鄰國搜救隊就近支援，希望臺灣的協助能以災民安置與醫療救護所需物資為主，暫時不用派遣搜救隊遠道前往，外交部因此指示駐海地大使館與海地政府研商後續協助規劃，根據海地政府提出的緊急需求清單採購物資，由外交部常務次長俞大㵢、海地代辦維克多漢（Francilien Victorin）辦理首批物資啟運儀式。
2021年11月，對於宏都拉斯總統候選人卡蕬楚在競選期間表示，一旦勝選將會尋求與中華人民共和國建交，外交部拉丁美洲及加勒比海司長謝妙宏回應「針對宏都拉斯在野政營候選人曾表示若當選將與中國建交一事，外交部除了持續密切注意宏國選情發展外，並加強與朝野各界的溝通，審慎防範中方藉機利用各種手段企圖破壞友邦與我關係。」先前9月，外交部應宏都拉斯的邀請，指派常務次長俞大㵢前往出席協助宏都拉斯災後重建雙邊合作計畫，「活動期間俞大㵢會晤了宏國朝野政要，再次提醒宏方注意中國口惠而實不至的承諾，以及破壞友邦與我關係的一貫伎倆。」2022年1月，謝妙宏表示「宏都拉斯現任總統葉南德茲及總統當選人卡蕬楚閣下，都已分別致函邀請蔡總統出席就職典禮，循例都會由總統府適時統一對外說明。」